# Alexandra Bech Gjørv
Alexandra Bech Gjørv (Oslo, 13 de septiembre de 1965) es una abogada y empresaria noruega. Ha sido la directora ejecutiva de SINTEF desde 2016.

## Primeros años y vida personal
Nacida el 13 de septiembre de 1965, Gjørv es hija de la periodista Toppen Bech. Está casada con Espen Gjørv y es nuera de la política Inger Lise Gjørv.

## Carrera
Gjørv se graduó como cand.jur. en 1990 por la Universidad de Oslo, realizó estudios adicionales en la Universidad de Oxford (1991) y la Universidad de Suffolk en Boston (1993), y aprobó el examen del Colegio de Abogados del Estado de Nueva York en 1994.
Trabajó en Norsk Hydro desde 1993 hasta 2007, y en Statoil desde 2007 hasta 2010. Presidió la comisión gubernamental nombrada tras los Atentados de Noruega de 2011, la cual presentó sus conclusiones en el Informe Gjørv. En 2015 fue nombrada directora ejecutiva de SINTEF, sucediendo a Unni Steinsmo desde enero de 2016.